# Rhodometra peculiata
Rhodometra peculiata là một loài bướm đêm trong họ Geometridae.